# RFL Championship 1929-30
La Northern Rugby Football League de 1929-30 fue la 35.º edición del torneo de rugby league más importante de Inglaterra.

## Formato
Las divisiones 1 y 2 fueron combinadas, enfrentándose a nivel de los condados de Lancashire y Yorkshire y posteriormente confeccionado una tabla global, esto provocó que los equipos enfrentaran una cantidad desigual de encuentros.
Posteriormente los cuatro mejores clasificados según el porcentaje de victorias clasificaron a las semifinales.
Se otorgaron 2 puntos por cada victoria, 1 por el empate y 0 por la derrota.

## Desarrollo

### Tabla de posiciones
| Pos. | Equipo               | Encuentros | Encuentros | Encuentros | Encuentros | Tantos | Tantos | Puntos | Porcentaje de triunfos |
| Pos. | Equipo               | PJ         | PG         | PE         | PP         | F      | C      | Puntos | Porcentaje de triunfos |
| ---- | -------------------- | ---------- | ---------- | ---------- | ---------- | ------ | ------ | ------ | ---------------------- |
| 1    | St. Helens           | 40         | 27         | 1          | 12         | 549    | 295    | 55     | 68.75                  |
| 2    | Huddersfield         | 38         | 25         | 2          | 11         | 510    | 317    | 52     | 68.42                  |
| 3    | Salford              | 36         | 23         | 3          | 10         | 397    | 214    | 49     | 68.05                  |
| 4    | Leeds                | 40         | 25         | 2          | 13         | 672    | 302    | 52     | 65.00                  |
| 5    | Dewsbury Rams        | 38         | 23         | 3          | 12         | 415    | 282    | 49     | 64.47                  |
| 6    | Hull Kingston Rovers | 38         | 22         | 4          | 12         | 396    | 290    | 48     | 63.15                  |
| 7    | Wigan                | 38         | 23         | 1          | 14         | 590    | 303    | 47     | 61.84                  |
| 8    | Warrington           | 36         | 21         | 1          | 14         | 483    | 389    | 43     | 59.72                  |
| 9    | Hunslet FC           | 38         | 21         | 3          | 14         | 535    | 358    | 45     | 59.21                  |
| 10   | Oldham               | 38         | 20         | 4          | 14         | 393    | 306    | 44     | 57.89                  |
| 11   | Halifax              | 40         | 21         | 1          | 18         | 384    | 348    | 43     | 53.75                  |
| 12   | Hull                 | 38         | 19         | 2          | 17         | 417    | 399    | 40     | 52.63                  |
| 13   | St Helens Recs       | 36         | 17         | 3          | 16         | 355    | 414    | 37     | 51.38                  |
| 14   | Swinton              | 36         | 17         | 2          | 17         | 332    | 220    | 36     | 50.00                  |
| 15   | Widnes               | 32         | 15         | 2          | 15         | 309    | 266    | 32     | 50.00                  |
| 16   | Wigan Highfield      | 32         | 16         | 0          | 16         | 257    | 266    | 32     | 50.00                  |
| 17   | Wakefield Trinity    | 40         | 19         | 1          | 20         | 399    | 428    | 39     | 48.75                  |
| 18   | Leigh                | 32         | 15         | 0          | 17         | 309    | 296    | 30     | 46.87                  |
| 19   | York FC              | 36         | 16         | 1          | 19         | 277    | 328    | 33     | 45.83                  |
| 20   | Keighley Cougars     | 36         | 14         | 2          | 20         | 244    | 427    | 30     | 41.66                  |
| 21   | Broughton Rangers    | 34         | 14         | 0          | 20         | 271    | 437    | 28     | 41.17                  |
| 22   | Rochdale Hornets     | 34         | 13         | 2          | 19         | 258    | 442    | 28     | 41.17                  |
| 23   | Featherstone Rovers  | 36         | 12         | 3          | 21         | 255    | 398    | 27     | 37.50                  |
| 24   | Bramley RLFC         | 36         | 10         | 5          | 21         | 199    | 399    | 25     | 34.72                  |
| 25   | Barrow Raiders       | 32         | 10         | 2          | 20         | 352    | 388    | 22     | 34.37                  |
| 26   | Castleford           | 36         | 10         | 2          | 24         | 230    | 535    | 22     | 30.55                  |
| 27   | Batley Bulldogs      | 36         | 7          | 2          | 27         | 221    | 543    | 16     | 22.22                  |
| 28   | Bradford Northern    | 38         | 7          | 2          | 29         | 299    | 718    | 16     | 21.05                  |

|  | Semifinalistas. |

### Semifinales
| 1930 | St Helens | 6 - 10 | Leeds |  |  |

| 1930 | Huddersfield | 15 - 10 | Salford |  |  |

### Final
| 1930 | Leeds | 2 - 2 | Huddersfield |  |  |

| 1930 | Leeds | 0 - 10 | Huddersfield |  |  |

| Bandera de Inglaterra       |
| Campeón Huddersfield Giants |
| Quinto título               |